# Paolo

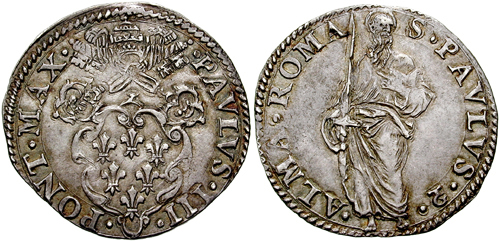
Srebrna moneta Paolo z roku 1540.

Paolo – srebrna moneta o wartości grosza wprowadzona przez papieża Pawła III, przedstawiająca postać apostoła Pawła.
W okresie późniejszym nazwa paolo została rozciągnięta na wszystkie grosze papieskie, zwane też giulio, o wartości ⅓ testona.
Do 1859 r. paolo bito w Toskanii. Było wówczas warte: 40 quattrino, ⅔ liry lub {\displaystyle {\tfrac {1}{10}}} francescone.